# Methyleengroep

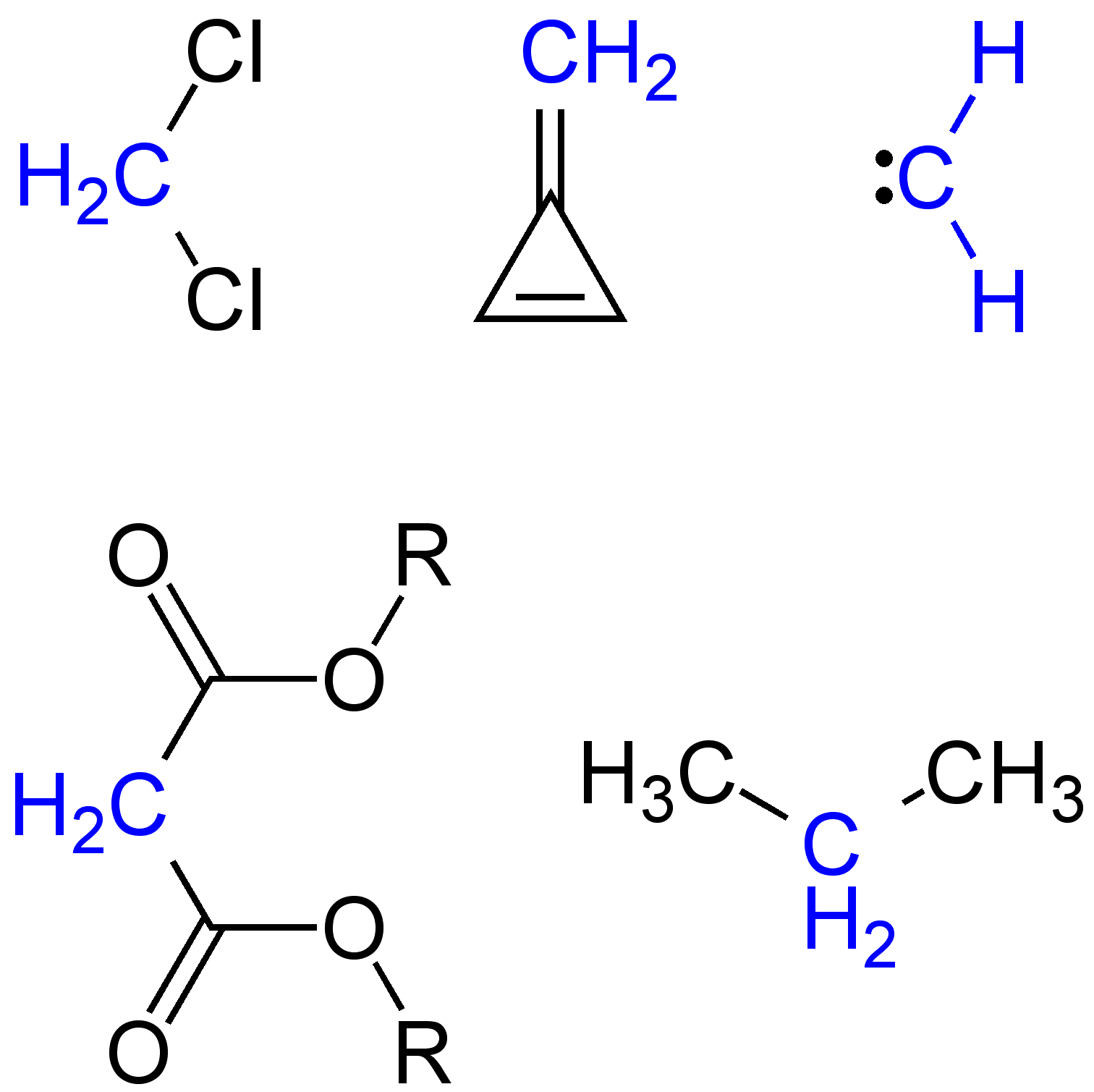
Structuurformule van enkele verbindingen die een methyleengroep bezitten: dichloormethaan (linksboven), methyleencyclopropeen (middenboven), singlet-carbeen (rechtsboven), een malonaatester (linksonder) en propaan (rechtsonder).

Een methyleengroep is een veelvoorkomend structuurelement in de organische chemie, met als brutoformule CH2. De methyleengroep kan zowel dubbelgebonden (=CH2) als enkelgebonden (-CH2-) voorkomen. Het dubbelgebonden methyleen wordt soms aangeduid met de term methylideen.

## Reactiviteit en eigenschappen
Methyleen komt nooit als zelfstandige molecule voor, maar maakt deel uit van talloze organische verbindingen, onder meer van cyclische verbindingen. Een uitzondering vormt het triplet-carbeen, dat echter een zeer reactieve en kortlevende verbinding is.
De meeste methyleengroepen die deel uitmaken van gewone koolwaterstoffen zijn niet reactief. Ze ondergaan enkele een radicalaire halogenering. Er bestaan echter veel reactievere methylenen, zoals het methyleen in di-ethylmalonaat. De waterstoffen van de methyleeneenheid tussen de twee esters zijn zeer zuur (pKa = 11) en kunnen makkelijk gedeprotoneerd worden.